# Chi ha incastrato Babbo Natale?
Chi ha incastrato Babbo Natale? è un film del 2021, diretto da Alessandro Siani.

## Trama
La Wonderfast è l'azienda di consegne online più grossa e potente del mondo: domina tutto l'anno, tranne a Natale. Per cercare di far fallire Babbo Natale, convince il capo degli elfi ad infiltrare il "Re dei pacchi", ovvero Genny Catalano. I suoi, in realtà, non sono pacchi natalizi; Genny, infatti, altri non è che un truffatore, che agisce aiutato da Checco, uno "scugnizzo" suo complice di 8 anni. L'arrivo al Polo Nord dei due darà inizio a moltissimi guai che nasceranno dall'incontro tra Genny e Babbo Natale ma anche dall'intervento della Befana. Il tutto porterà però al trionfo del Natale.

## Distribuzione
Il film è stato distribuito nelle sale cinematografiche italiane a partire dal 16 dicembre 2021.

## Accoglienza
Ha incassato 2,1 milioni di euro in Italia e 2,3 milioni in tutto il mondo.

## Riconoscimenti
- 2023 - SIAE Music Awards
  - Candidatura alla colonna sonora cinema[2]